# Luže
Luže (deutsch Lusche) ist eine Kleinstadt in Tschechien. Sie liegt elf Kilometer südwestlich von Vysoké Mýto in Ostböhmen am rechten Ufer des Flüsschens Novohradka.

## Geschichte
Nach späteren Überlieferungen erfolgte die Gründung des Städtchens Luza (Luscha) im Jahre 1250 in unmittelbarer Nachbarschaft eines Dorfes Kamenicza, das seit dem Anfang des 12. Jahrhunderts nachweisbar ist. Erste urkundliche Nachweise stammen aus dem Jahre 1349, als die Kirche dem Bistum Leitomischl zugeordnet wurde. 1372 wurde Luscha als Markt bezeichnet. Bis zur Mitte des 17. Jahrhunderts gehörte der Ort und der dazugehörige Großgrundbesitz, die Herrschaft Luscha, den Slavata von Chlum und Koschumberg. Nach dem Tode von Heinrich Slavata, vermutlich einem der Söhne des Wilhelm Slavata, trat dessen Witwe Maria Maximiliana Eva Theresia geborene Hieserl von Chodau (1633–1690) das Erbe an. Testamentarisch vererbte sie Luže dem Orden der Jesuiten. Von 1690 bis zur Aufhebung des Jesuitenordens 1773 blieb der Orden Besitzer der Herrschaft Lusche, die von den Thurn und Taxis aus dem Religionsfonds erworben wurde.
Am 23. Januar 2007 erhielt die Gemeinde Luže die Stadtrechte.

## Ortsgliederung
Zur Stadt Luže gehören die Ortsteile Bělá (Biela), Brdo (1939–45 Bird), Dobrkov (Dobrkow), Doly (Dolly), Domanice (Domanitz), Košumberk (Koschumberg), Rabouň (Rabaun), Radim, Srbce (Srbetz), Voletice (Woletitz) und Zdislav (Sdislau).

## Sehenswürdigkeiten

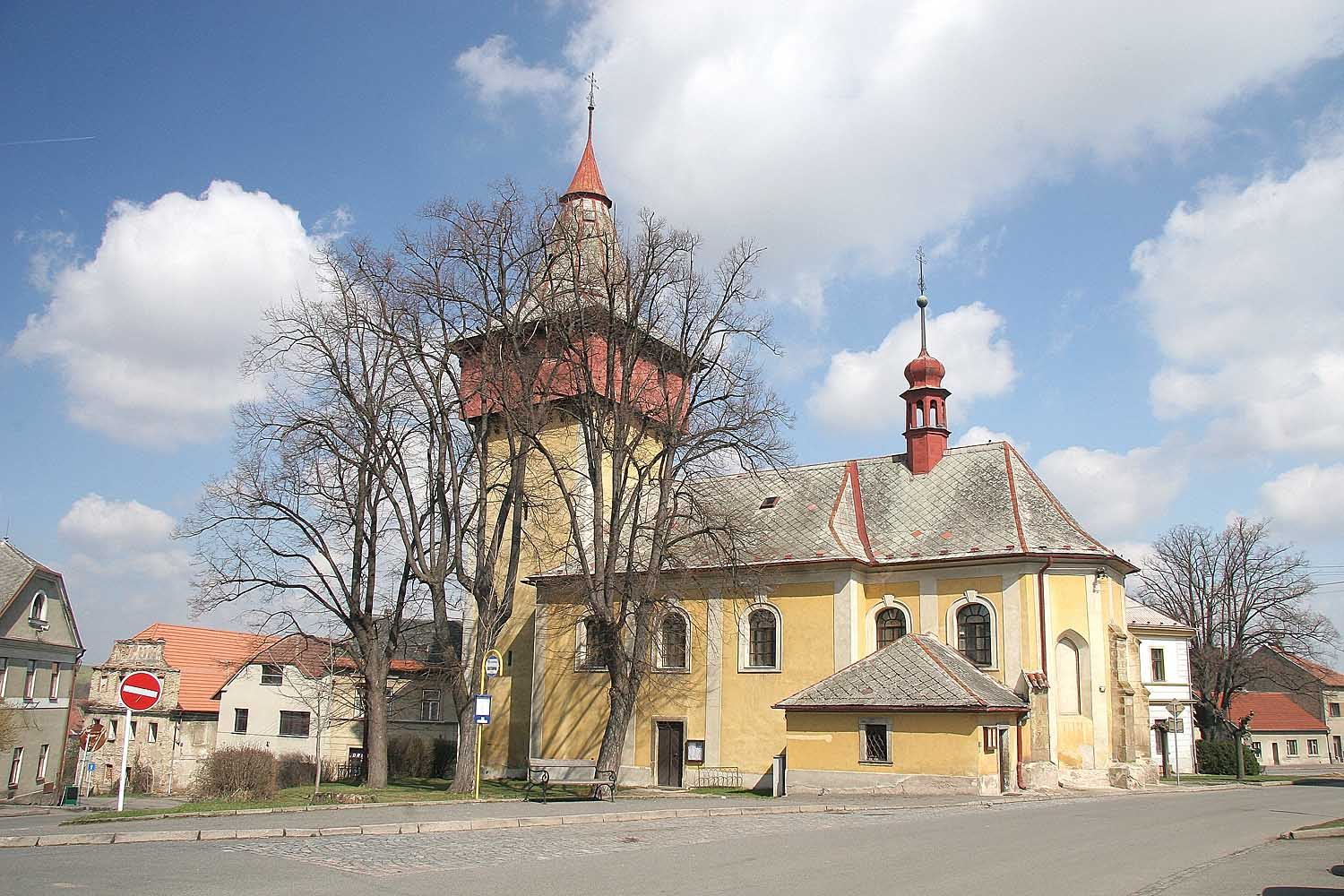
Bartholomäuskirche

- Ruine der Burg Košumberk mit Burgmuseum, am südlichen Stadtrand
- Kirche der Jungfrau Maria, testamentarisch gestiftet durch Maria Maximiliana Eva Theresia Hieserl von Chod und 1690–1696 erbaut von Giovanni Battista Alliprandi nach Plänen von Paul Ignaz Bayer. Die plastische Dekoration schuf 1699–1708 Franz Baugut zusammen mit Jan Kostelník und Maximilian Brabenec und ab 1703 bis 1716 Georg F. Patzak.
- Kapelle der Vierzehn Nothelfer, 1720 vermutlich nach Plänen von Giovanni Battista Alliprandi errichtet
- Bartholomäuskirche, erbaut 1381
- Rathaus
- Pfarramt
- Synagoge, erbaut um 1780
- Jüdischer Friedhof, östlich der Stadt

## Persönlichkeiten
- Diviš Slavata von Chlum und Koschumberg († 1575), Persönlichkeit der Mährischen Brüdergemeinde und Aufständischer gegen Ferdinand I.
- Diviš Lacembok Slavata von Chlum und Koschumberg († 1623), Protestant und Teilnehmer am Ständeaufstand von 1618, wegen seiner schweren Krankheit vor der Hinrichtung in Prag verschont. Sein Besitz wurde konfisziert, seine Grablege befindet sich in der Bartholomäuskirche.
- Wilhelm Slavata von Chlum und Koschumberg (1572–1652), der Katholik stammt aus der Hradecer Linie und erhielt den beschlagnahmten Besitz des Geschlechts.
- František Novotný (1768–1826), Historiker
- Josef Kajetán Šisler (1833–1903), Künstler
- Wilhelm Hess (1848–1932), Industrieller, Gründer der Waagenfabrik „W. Hess“ in Lublin
- Josef Gruber (1865–1925), tschechischer Ökonom; 1920 bis 1921 Minister für Soziales der Tschechoslowakei.
- František Hamza (1868–1930), Sozialmediziner und Bekämpfer der Kinder-Tbc, Bürgermeister der Stadt
- Jaroslav Mellan (1887–1961), Theaterschauspieler und Dramatiker
- Josef Koukal (1912–1980), tschechoslowakischer Oberst und Kampfflieger
- Anna Perotková-Stodolová (1929–1979), tschechische Opernsängerin
- Jiří Šotola (1924–1989), tschechoslowakischer Dichter
- Zdeněk Němeček (1931–1989), tschechoslowakischer Bildhauer, seine Werke sind weltweit in Sportstätten zu finden.